# Đại sứ Hoa Kỳ tại Lào
Đại sứ Hoa Kỳ tại Lào (tiếng Anh: Ambassador of the United States to Laos) là người đại diện chính thức của Chính phủ Hoa Kỳ tại nước Cộng hòa Dân chủ Nhân dân Lào đóng vai trò cầu nối giữa hai quốc gia trong nhiều lĩnh vực. Đồng thời cũng là chức vụ thường trực cao nhất đứng đầu Đại sứ quán Hoa Kỳ tại Viêng Chăn. 
Hoa Kỳ thiết lập quan hệ ngoại giao toàn diện với Lào vào năm 1955, sau khi Lào hoàn toàn độc lập khỏi Pháp vào năm 1954. Ngày 29 tháng 12 năm 1961, trong cuộc Nội chiến Lào, Tổng thống John F. Kennedy đã bổ nhiệm Đại sứ Hoa Kỳ tại Lào làm chỉ huy trên thực tế các hoạt động quân sự và bán quân sự của Mỹ ở Vương quốc Lào trong suốt thời gian chiến tranh.
Việc xác minh số phận của công dân Mỹ mất tích tại Lào và rà phá bom mìn chưa nổ (UXO) từ các cuộc chiến ở Đông Dương là những trọng tâm ban đầu trong mối quan hệ song phương sau năm 1975. Kể từ đó, quan hệ hai nước đã mở rộng ra nhiều lĩnh vực hợp tác như phòng chống ma túy, y tế, dinh dưỡng trẻ em, phát triển bền vững về môi trường, tự do hóa thương mại và đào tạo tiếng Anh. Sự mở rộng hợp tác này được thúc đẩy mạnh mẽ kể từ năm 2009, khi khởi động Sáng kiến Hạ Mê Kông, đóng vai trò là nền tảng để giải quyết những thách thức phát triển và chính sách mang tính xuyên quốc gia tại tiểu vùng Hạ lưu sông Mê Kông. Mỹ và Lào cùng cam kết đảm bảo một tương lai thịnh vượng và bền vững cho tiểu vùng sông Mê Kông. Vào tháng 7 năm 2012, Ngoại trưởng Mỹ Hillary Clinton đã thăm Lào, đánh dấu chuyến thăm đầu tiên của một Ngoại trưởng Hoa Kỳ kể từ năm 1955.
Phần lớn viện trợ song phương của Mỹ dành cho Lào tập trung vào cải thiện y tế và dinh dưỡng trẻ em. Mỹ cũng hỗ trợ cải thiện chính sách thương mại tại Lào, thúc đẩy phát triển bền vững và bảo tồn đa dạng sinh học, đồng thời góp phần củng cố hệ thống tư pháp hình sự và thực thi pháp luật. Ngoài ra, Mỹ còn cung cấp hỗ trợ đáng kể cho việc rà phá bom mìn chưa nổ từ thời chiến tranh, đặc biệt là bom chùm, cũng như các hoạt động giáo dục phòng tránh rủi ro và hỗ trợ nạn nhân.

## Danh sách Đại sứ
| Hình | Họ tên                 | Trình quốc thư       | Miễn nhiệm          | Ghi chú                                                                                                  |
| ---- | ---------------------- | -------------------- | ------------------- | --- |
|      | Paul L. Guest          | Tháng 8 năm 1950     | Tháng 12 năm 1950   | Tạm quyền                                                                                                |
|      | Donald R. Heath        | 29 tháng 12 năm 1950 | 1 tháng 11 năm 1954 | Cư trú tại Sài Gòn                                                                                       |
|      | Charles Yost           | 1 tháng 11 năm 1954  | 27 tháng 4 năm 1956 | |
|      | J. Graham Parsons      | 12 tháng 10 năm 1956 | 8 tháng 2 năm 1958  | |
|      | Horace H. Smith        | 9 tháng 4 năm 1958   | 21 tháng 6 năm 1960 | |
|      | Winthrop G. Brown      | 25 tháng 7 năm 1960  | 28 tháng 6 năm 1962 | |
|      | Leonard S. Unger       | 25 tháng 7 năm 1962  | 1 tháng 12 năm 1964 | |
|      | William H. Sullivan    | 23 tháng 12 năm 1964 | 18 tháng 3 năm 1969 | |
|      | G. McMurtrie Godley    | 24 tháng 7 năm 1969  | 23 tháng 4 năm 1973 | |
|      | Charles S. Whitehouse  | 20 tháng 9 năm 1973  | 12 tháng 4 năm 1975 | |
|      | Thomas J. Corcoran     | Tháng 8 năm 1975     | Tháng 3 năm 1978    | Tạm quyền                                                                                                |
|      | George B. Roberts, Jr. | Tháng 3 năm 1978     | Tháng 9 năm 1979    | Tạm quyền                                                                                                |
|      | Leo J. Moser           | Tháng 9 năm 1979     | Tháng 10 năm 1981   | Tạm quyền                                                                                                |
|      | William W. Thomas, Jr. | Tháng 11 năm 1981    | Tháng 11 năm 1983   | Tạm quyền                                                                                                |
|      | Theresa Anne Tull      | Tháng 11 năm 1983    | Tháng 8 năm 1986    | Tạm quyền                                                                                                |
|      | Harriet W. Isom        | Tháng 8 năm 1986     | Tháng 8 năm 1989    | Tạm quyền                                                                                                |
|      | Charles B. Salmon, Jr. | Tháng 8 năm 1989     | 26 tháng 7 năm 1993 | Tạm quyền từ tháng 8 năm 1989 đến tháng 8 năm 1992, Đại sứ từ 6 tháng 8 năm 1992 đến 26 tháng 7 năm 1993 |
|      | Victor L. Tomseth      | 8 tháng 1 năm 1994   | 20 tháng 8 năm 1996 | |
|      | Wendy Chamberlin       | 5 tháng 9 năm 1996   | 14 tháng 6 năm 1999 | |
|      | Douglas A. Hartwick    | 18 tháng 9 năm 2001  | 21 tháng 4 năm 2004 | |
|      | Patricia M. Haslach    | 4 tháng 9 năm 2004   | 26 tháng 3 năm 2007 | |
|      | Ravic R. Huso          | 22 tháng 6 năm 2007  | 22 tháng 8 năm 2010 | |
|      | Karen B. Stewart       | 16 tháng 11 năm 2010 | 8 tháng 8 năm 2013  | |
|      | Daniel A. Clune        | 16 tháng 9 năm 2013  | 21 tháng 9 năm 2016 | |
|      | Rena Bitter            | 2 tháng 11 năm 2016  | 26 tháng 1 năm 2020 | |
|      | Peter Haymond          | 7 tháng 2 năm 2020   | 1 tháng 9 năm 2023  | |
|      | Michelle Y. Outlaw     | 1 tháng 9 năm 2023   | 6 tháng 2 năm 2024  | Tạm quyền                                                                                                |
|      | Heather Variava        | 6 tháng 2 năm 2024   | Đương nhiệm         | |